# Sieben Schmerzen Mariens (Dobrá Voda)

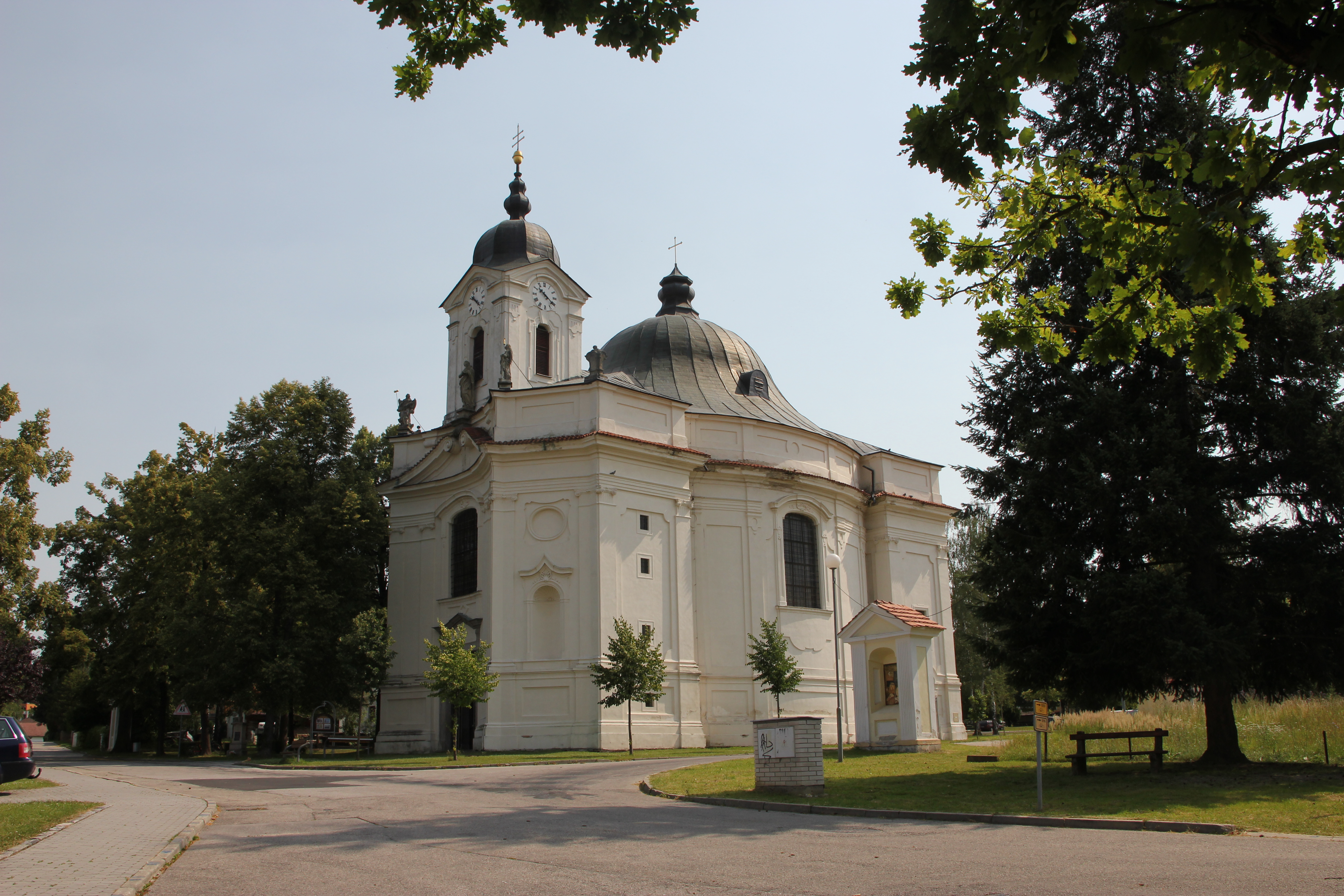
Gutwasser, Kirche der Sieben Schmerzen Mariens

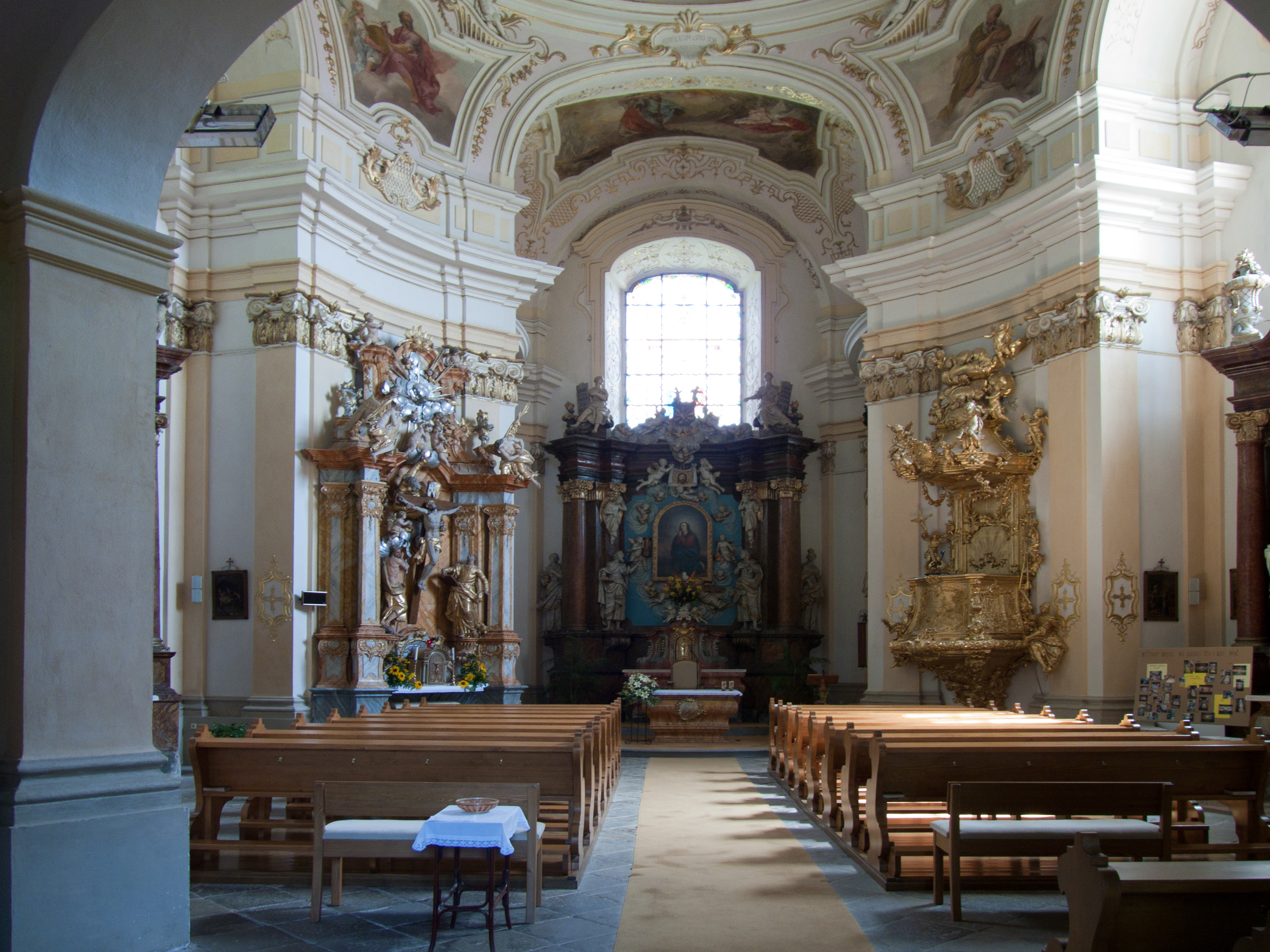
Innenraum

Die Kirche der Sieben Schmerzen Mariens (tschechisch Kostel Panny Marie Bolestné) ist eine römisch-katholische Wallfahrtskirche in Dobrá Voda (deutsch Gutwasser) im Okres České Budějovice in Tschechien.

## Geschichte
Die Wallfahrt von Gutwasser entstand während der Gegenreformation, als der Prager Erzbischof Ernst Adalbert von Harrach 1630 nach einer Marienerscheinung an einer als wundertätig angesehenen Heilquelle eine Kapelle errichtete. Bereits zwei Jahre später konnte durch Bischof Simon von Hornstein eine der Schmerzhaften Jungfrau Maria gewidmete Kirche geweiht werden. Der Besuch Kaiser Karls VI. und seiner Frau Elisabeth Christine 1732 gab den Anstoß zum Neubau der Wallfahrtskirche, mit deren Planung 1733 Kilian Ignaz Dientzenhofer beauftragt wurde. Die Ausführung lag in den Händen von Anselmo Lurago, die Steinmetzarbeiten wurden von Zacharias Horn und Jakub Slavík durchgeführt. Die Fertigstellung der Kirche erfolgte im Jahr 1735.

## Architektur
Die Kirche von Gutwasser wurde in Form eines gerichteten Zentralbaus erbaut, dessen von einer Flachkuppel überdeckter Raum um einen Eingangsbau und einen Chor verlängert und seitlich durch Nischenräume kreuzförmig erweitert ist, wobei als eine Besonderheit innerhalb der Sakralbauten Dientzenhofers die flache Kuppel in die Kreuzarme ausgreift. Die von einem niedrigen Turmaufsatz bekrönte, konkav geschwungene Fassade wird von drei Statuen des Budweiser Bildhauers Josef Dietrich bekrönt.
An den Kuppelpfeilern zuseiten des Choreingangs fanden Kreuzaltar und Kanzel Aufstellung. Die Altarfiguren stammen von dem Passauer Bildhauer Giovanni Battista d’Allio, die Fresken schuf der Prager Maler Wenzel Lorenz Reiner. 1760–1761 erhielt die Kirche eine Orgel mit zweigeteiltem Prospekt sowie einem Rückpositiv mit rückwärtig angebautem Spieltisch aus der Werkstatt von František Fialka in Bechyně.